# Soyedina kondratieffi
Espèce
Soyedina kondratieffi est une espèce d'insectes plécoptères de la famille des Nemouridae.

## Distribution
Cette espèce est endémique de Caroline du Nord aux États-Unis. Elle se rencontre dans le comté de Macon.

## Étymologie
Cette espèce est nommée en l'honneur de Boris C. Kondratieff.

## Publication originale
- Baumann  & Grubbs, 1996 : Two new species of Soyedina (Plecoptera: Nemouridae) from the Appalachian Mountains. Entomological News, vol. 107, n. 4, p. 220-224 (texte intégral).